# Vela nos Jogos Pan-Americanos de 2015
As competições de vela nos Jogos Pan-Americanos de 2015 foram realizadas na Sugar Beach, em Toronto, entre 12 e 19 de julho. Foram disputadas dez classes, sendo três femininas, duas masculinas e cinco mistas.
Originalmente o programa da vela contaria com apenas nove eventos, como ocorreu em 2011, mas foi posteriormente adicionado a classe 49erFX feminino para tentar equalizar o número de competidores entre homens e mulheres.

## Calendário
| Julho | 7 | 8 | 9 | 10 | 11 | 12 | 13 | 14 | 15 | 16 | 17 | 18 | 19 | 20 | 21 | 22 | 23 | 24 | 25 | 26 |
| ----- | - | - | - | -- | -- | -- | -- | -- | -- | -- | -- | -- | -- | -- | -- | -- | -- | -- | -- | -- |
| Vela  |   |   |   |    |    |    |    |    |    |    |    | 5  | 5  |    |    |    |    |    |    |    |

|  | Dia de competição |  | Dia de final |

## Medalhistas
| Evento                  | Ouro                                                                           | Prata                                                              | Bronze                                                            |
| ----------------------- | ------------------------------------------------------------------------------ | ------------------------------------------------------------------ | ----------------------------------------------------------------- |
| RS:X masculino detalhes | Ricardo Winicki BRA Brasil                                                     | David Mier y Terán MEX México                                      | Mariano Reutemann ARG Argentina                                   |
| RS:X feminino detalhes  | Patrícia Freitas BRA Brasil                                                    | Demita Vega MEX México                                             | Marion Lepert USA Estados Unidos                                  |
| Laser detalhes          | Juan Ignacio Maegli GUA Guatemala                                              | Robert Scheidt BRA Brasil                                          | Lee Parkhill CAN Canadá                                           |
| Laser Radial detalhes   | Paige Railey USA Estados Unidos                                                | Dolores Moreira URU Uruguai                                        | Fernanda Decnop BRA Brasil                                        |
| 49erFX detalhes         | María Sol Branz Victoria Travascio ARG Argentina                               | Kahena Kunze Martine Grael BRA Brasil                              | Paris Henken Helena Scutt USA Estados Unidos                      |
| Sunfish detalhes        | Jonathan Martinetti ECU Equador                                                | Luke Ramsay CAN Canadá                                             | Andrés Ducasse CHI Chile                                          |
| Snipe detalhes          | Fernando Monllor Raúl Ríos PUR Porto Rico                                      | Diego Lipszyc Luis Soubie ARG Argentina                            | Augie Diaz Kathleen Tocke USA Estados Unidos                      |
| Hobie 16 detalhes       | Irene Abascal Jason Hess GUA Guatemala                                         | Grace Modderman Mark Modderman USA Estados Unidos                  | Enrique Figueroa Franchesca Valdés PUR Porto Rico                 |
| J24 detalhes            | Federico Ambrus Guillermo Bellinotto Matías Pereira Juan Pereyra ARG Argentina | Sandy Andrews David Jarvis Terry McLaughlin David Ogden CAN Canadá | Sergio Baeza Roth Marc Jux Cristóbal Lira Matías Seguel CHI Chile |
| Lightning detalhes      | Javier Conte Nicolás Fracchia Paula Salerno ARG Argentina                      | Justin Coplan Caroline Patten Danielle Prior USA Estados Unidos    | Maria Hackerott Cláudio Biekarck Gunnar Ficker BRA Brasil         |

## Quadro de medalhas
| Ordem | País               | Medalha de ouro | Medalha de prata | Medalha de bronze |    |
| ----- | ------------------ | --------------- | ---------------- | ----------------- | -- |
| 1     | ARG Argentina      | 3               | 1                | 1                 | 5  |
| 2     | BRA Brasil         | 2               | 2                | 2                 | 6  |
| 3     | GUA Guatemala      | 2               |                  |                   | 2  |
| 4     | USA Estados Unidos | 1               | 2                | 3                 | 6  |
| 5     | PUR Porto Rico     | 1               |                  | 1                 | 2  |
| 6     | ECU Equador        | 1               |                  |                   | 1  |
| 7     | CAN Canadá         |                 | 2                | 1                 | 3  |
| 8     | MEX México         |                 | 2                |                   | 2  |
| 9     | URU Uruguai        |                 | 1                |                   | 1  |
| 10    | CHI Chile          |                 |                  | 2                 | 2  |
| TOTAL | TOTAL              | 10              | 10               | 10                | 30 |